# Плива и Рама
Великая жупа Плива и Рама (хорв. Velika župa Pliva i Rama) — административно-территориальная единица Независимого государства Хорватии, существовала в период с 16 августа 1941 по 5 июля 1944 года на территории современной Боснии и Герцеговины. Административный центр — Яйце.
Гражданской администрацией административно-территориальной единицы руководил великий жупан, назначавшийся поглавником Хорватии Анте Павеличем. Первым великим жупаном Пливы и Рамы стал Хилмия Бешлагич, впоследствии занимавший пост министра транспорта и общественных работ Независимого государства Хорватии.
Великая жупа Плива и Рама имела деление на «котарские области» (хорв. kotarske oblasti), названные по их административными центрами:
- Бугойно
- Варцар-Вакуф
- Гламоч
- Дувно
- Купрес (до 1 сентября 1941 года — в статусе «котарской ипоставы», хорв. kotarska ispostava)
- Ливно
- Прозор[серб.]
- Яйце
- Горни-Вакуф[серб.] (в статусе «котарской ипоставы», хорв. kotarska ispostava)
- Дони-Вакуф (в статусе «котарской ипоставы», хорв. kotarska ispostava)

Кроме того, в отдельную административную единицу был выделен город Ливно.
С реорганизацией великих жуп Независимого государства Хорватии на основании Постановления о великих жупах от 5 июля 1944 великая жупа Плива и Рама была расформирована, а территории, ранее входившие в её состав, были объединены с территориями также расформированной великой жупы Лашва-Глаж; была образована новая великая жупа — Лашва-Рама, впоследствии переименованная в Лашва-Плива. Остальные районы великой жупы Плива и Рама (Дувно, Ливно, Прозор), а также сам город Ливно вошли в состав великой жупы Хум.